# Hansi Schmidt

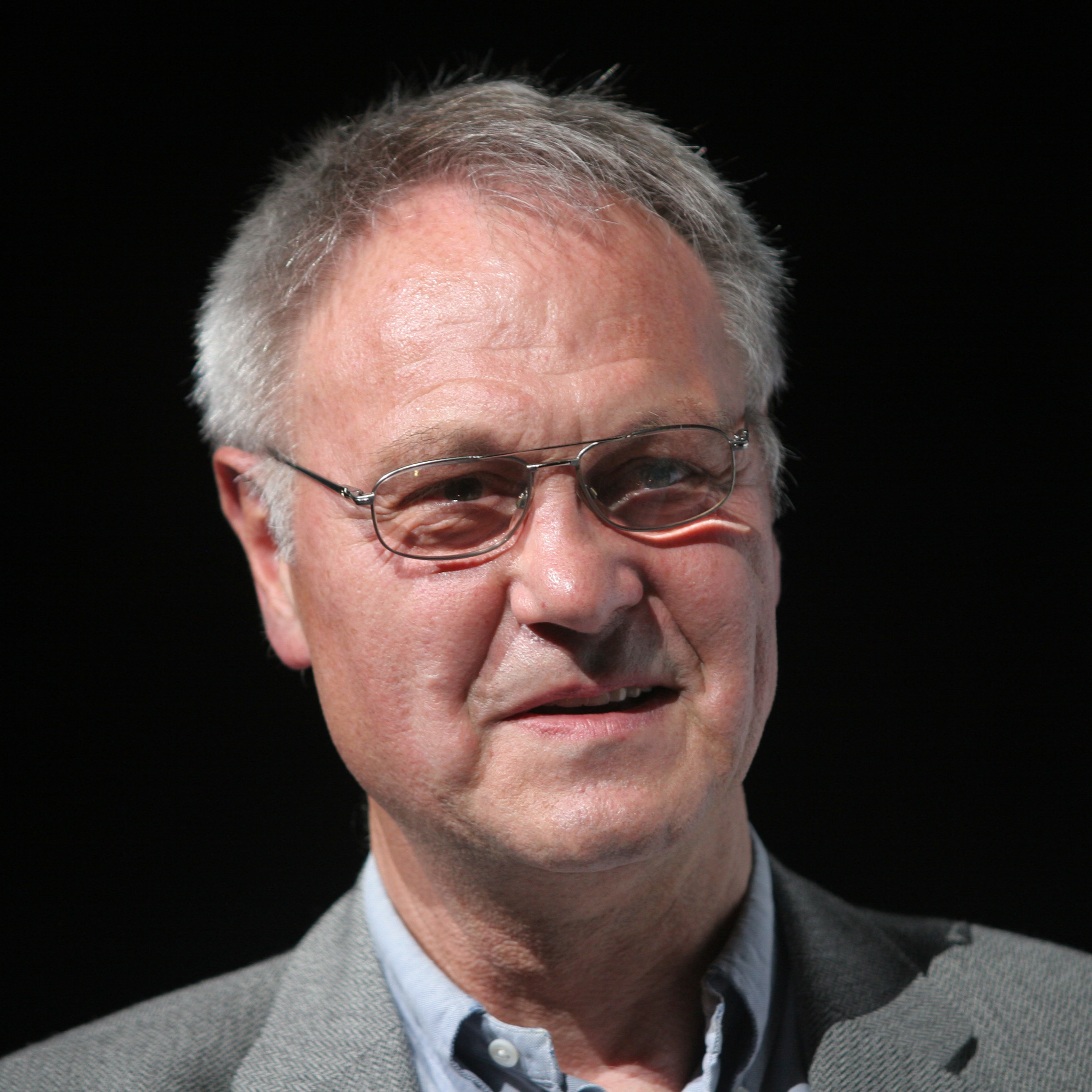
Hansi Schmidt, am 27. September 2008 bei der Aufnahme in das „VfL-All-Star-Team“

Hans-Günther „Hansi“ Schmidt (* 24. September 1942 in Teremia Mare (deutsch Marienfeld), Königreich Rumänien; † 5. Februar 2023 in Gummersbach) war ein rumänisch-deutscher Handballspieler. Er galt als Erfinder des verzögerten Sprungwurfs.

## Karriere
Schmidt entstammte der deutschsprachigen Minderheit der Banater Schwaben. Als 21-Jähriger kehrte er nach einem Turnier mit der rumänischen Juniorennationalmannschaft in Deutschland nicht nach Rumänien zurück. Der Sport erleichterte es ihm, in Deutschland Fuß zu fassen. Er war mehr als ein Jahrzehnt lang der erfolgreichste Schütze beim VfL Gummersbach und in der deutschen Nationalmannschaft. Er gehörte zusammen mit dem Rückraumspieler Hans Moser, dem Torwart Michael Redl, dem Flügelspieler Josef Jakob und dem Kreisläufer Werner Stöckl zu den besten Spielern Rumäniens. Der ehemalige Bundestrainer Vlado Stenzel bezeichnete Hansi Schmidt und Hans Moser als die weltbesten Hallenhandballspieler der 1960er und 1970er Jahre.
Bei sieben der zwölf Meistertitel des VfL Gummersbach in der Bundesliga hat Hansi Schmidt als Torschütze und Spielmacher entscheidend zum Erfolg beigetragen. Insgesamt stand er zehnmal im Finale um die deutsche Meisterschaft. Von 1967 bis 1972 wurde Schmidt sechs Mal hintereinander Torschützenkönig der Nordstaffel der Handball-Bundesliga, bei den ersten fünf Malen war er dabei auch bester Torschütze der Bundesliga insgesamt. 1975 wurde er ein weiteres Mal bester Torschütze der Nordstaffel. In der Zeit von 1966 bis 1976 bestritt Schmidt (inklusive der zu jener Zeit an die Ligarunde anschließenden Finalspiele um die Deutsche Meisterschaft) 172 Bundesligaspiele für den VfL, in denen er 1059 Treffer erzielte, davon 149 in den insgesamt 23 K.-o.-Spielen. Damit verpasste er in seinen zehn Bundesligajahren insgesamt nur drei Begegnungen. Schmidt war noch vor Erhard Wunderlich der zweitbeste Bundesliga-Torschütze des VfL Gummersbach nach Kyung-Shin Yoon (ohne Berücksichtigung der K.-o.-Spiele der drittbeste nach Yoon und Vedran Zrnić). Knapp ein Viertel seiner Treffer (255) erzielte er von der Siebenmetermarke. Bei vier der insgesamt fünf Erfolge des VfL Gummersbach im Europapokal der Landesmeister war Schmidt ebenfalls maßgeblich beteiligt.
Hansi Schmidt bestritt 18 Länderspiele für Rumänien sowie 98 für die Bundesrepublik, in denen er 484 Tore erzielen konnte. Dabei blieb er in nur vier Länderspielen ohne Treffer. Die meisten Tore erzielte er in seinem 45. Länderspiel am 11. Dezember 1970 gegen Jugoslawien in Tbilissi, als er 13 der 19 deutschen Tore erzielte. Diese Marke blieb für fast vier Jahrzehnte die höchste Trefferzahl eines einzelnen Spielers in einem Länderspiel für den DHB, ehe Christian Schöne sie am 10. Juni 2009 in einem Spiel gegen Bulgarien mit 17 Toren überbieten konnte. 1972 verzichtete er als Kapitän der DHB-Nationalmannschaft auf die Teilnahme an den Olympischen Spielen in München. Für seine Erfolge mit dem VfL Gummersbach wurde er am 27. September 2008 in das „VfL-All-Star-Team“ berufen.
Als Trainer war er beim TV Gelpetal und ab März 1980 beim Regionalligisten HSG Bergisch Gladbach (vormals TuS Derschlag) tätig.
Hansi Schmidt war als Lehrer an der Hauptschule Bergneustadt tätig. Er war verheiratet und hatte zwei Söhne sowie zwei Enkel. Nach seiner Pensionierung engagierte er sich als Sportlehrer an der Gesamtschule Derschlag in Gummersbach. Hansi Schmidt starb im Februar 2023 nach schwerer Krankheit im Alter von 80 Jahren.

## Vereine
- 1959 bis 1961 Știința Timișoara (erste rumänische Liga)
- 1961 Știința Bukarest
- 1961 bis 1963 Steaua Bukarest
- 1964 bis 1976 VfL Gummersbach
- 1976 bis 1979 TB Wülfrath
- TV Gelpetal (als Trainer)[5]
- März 1980 bis 1982 TuS Derschlag/Spielertrainer

## Erfolgsbilanz

### Știința Timișoara
- Rumänischer Juniorenmeister 1959

### Steaua Bukarest
- Rumänischer Meister 1963

### VfL Gummersbach
- Deutscher Meister 1966, 1967, 1969, 1973 bis 1976
- Europapokalsieger der Landesmeister 1967, 1970, 1971 und 1974
- Torschützenkönig der Handball-Bundesliga 1967 bis 1971 (5 Mal)
- Bester Torschütze der Bundesliga-Nordstaffel 1967 bis 1972 und 1975 (7 Mal)
- 172 Bundesligaspiele (149 Ligaspiele / 23 K.-o.-Spiele)
- 1059 Bundesligatore (913 in Ligaspielen / 146 in K.-o.-Spielen)
- 53 Europacupspiele mit 338 Toren[5]

### Auszeichnungen
- Silbernes Lorbeerblatt
- Sportplakette des Landes Nordrhein-Westfalen
- Kleine Goldene Stadtmedaille der Stadt Gummersbach, in Würdigung seiner herausragenden sportlichen Leistungen (11. Oktober 2006)
- Posthume Verleihung der Goldenen Stadtmedaille mit Sonderprägung der Stadt Gummersbach (15. Mai 2023)[7]